# Marcelino Hernández Rodríguez
Marcelino Hernández Rodríguez (San Luis Potosí, México, 28 de maio de 1946) é um clérigo mexicano e bispo católico romano emérito de Colima.
O Arcebispo de Guadalajara, José Cardeal Salazar López, o ordenou sacerdote em 22 de abril de 1973.
Em 5 de janeiro de 1998, o Papa João Paulo II o nomeou Bispo Titular de Ancusa e Bispo Auxiliar no México. O arcebispo do México, Norberto Rivera Carrera, concedeu-lhe a consagração episcopal em 5 de fevereiro do mesmo ano; Os co-consagradores foram Juan Cardeal Sandoval Íñiguez, Arcebispo de Guadalajara, e Javier Navarro Rodríguez, Bispo Auxiliar de Guadalajara.
Em 23 de fevereiro de 2008 foi pelo Papa Bento XVI nomeado Bispo de Orizaba e empossado em 22 de abril do mesmo ano.
O Papa Francisco o nomeou Bispo de Colima em 11 de novembro de 2013. A posse ocorreu em 10 de janeiro do ano seguinte. Em 23 de dezembro de 2021, o Papa Francisco aceitou sua aposentadoria por motivos de idade.